# Какосфера
Какосфера (дав.-гр. κακός — «дурний, поганий» і  σφαῖρα — «куля») — природне середовище, змінене діяльністю людини настільки, що в ньому перекручені природні зв'язки та обмежена спроможність до відновлення; область дисгармонійно зміненої людиною біосфери.

## Історія виникнення поняття
Поняття запропонував Г. О. Заварзін у 2003 році у своїй статті «Антипод ноосфери».
У загальновживаному значенні «какосфері» відповідає вираз «погана екологія».
У більш широкому сенсі какосфера — область дисгармонічного розвитку в сучасному світі, область дурного, поганого, створена людиною.
До Г. О. Заварзіна термін «какосфера» епізодично використовувався деякими дослідниками як досить невизначене позначення чогось поганого, негативного, в біології (Кузин Б. С. [Архівовано 12 червня 2021 у Wayback Machine.]) як образ якоїсь «сфери нерозумності, під якою малося на увазі все, створене людиною, і в філософській науці як сфера зла, або какосфера всередині антропосфери».

## Загальний огляд
Какосфера — в першу чергу — це феномен у природному середовищі. Антропогенні впливи призвели до порушення ходу природних процесів в природі, до зникнення тисяч видів живих організмів, появи в природному середовищі синтетичних речовин, виникнення нових, неможливих раніше процесів. Викликавши ці порушення, людина тепер змушена постійно усувати шкідливі й небезпечні наслідки власної діяльності, оскільки пошкоджене людиною природне середовище цього зробити в повному обсязі вже, або в принципі не може. Таке, створене людиною нове середовище проживання, існуюче в протиріччі з природним плином природних процесів вороже і природі, і людині, і є какосфера.
Згідно Г. О. Заварзіну, "Закономірності розвитку какосфери складають окрему область знання — какологію, пов'язану з санітарно-епідеміологічним підходом, якщо брати людську складову, і з захистом природи від людини, якщо враховувати, що природа надає «екологічні послуги», якими позначили життєзабезпечуючі функції біосфери. Втративши «екологічні послуги» біосфери, людство змушене буде жити як би у величезному підводному човні з автономною системою життєзабезпечення — технічному втіленні ноосфери в мініатюрі."
З іншого боку, какосфера існує і «в головах», вона — частина культури сучасного світу.
Зруйнувавши природне середовище і підмінивши його какосферою, людство змінило і себе. «Хвороби цивілізації», в тому числі серцево-судинні захворювання, онкологічні та генетичні захворювання, викликані постійним перебуванням в забрудненому середовищі, вживанням сучасних ліків, споживанням неякісних продуктів харчування, ожиріння та інші хвороби — теж складові какосфери.
Постійна потреба сучасного урбаніста в додаткових стимуляторах, заміна живого спілкування віртуальним, підміна мистецтва сурогатами шоубізнесу також можуть бути віднесені до какосфери, будучи одними зі складових діяльності людства на планеті і її результатів.
Г. О. Заварзін протиставляв какосферу ноосфері: "Вона відрізняється і від ноосфери. Область розуму (ноосфера) характеризується суперечливістю ідей: тут кожне нове положення викликає свою антитезу і протестну психологічну установку. В результаті змінюються домінанти в суспільній свідомості, і сфера розуму перебуває у стані постійної нестійкості. Характерний час для зміни домінант — десятиліття, за яке виникає і йде в забуття мода. Термін цей обумовлений зміною поколінь і їх становленням. Підтримка розумової нестійкості й суперечливої різноманітності ідей позначають як лібералізм, історично передує фазі нестійкості в існуванні популяції."
Якщо в природних умовах домінантою є виживання виду, і кожен окремий представник виду, або особина, діє відповідно до цієї домінанти, то в какосфері ця природна пріоритетність змінюється на протилежну: "Всередині популяції «боротьба за існування», "виживання пристосованих" призвели до уявлення про примат особи над популяцією. Звідси розвиток какократії — домінування негідників. Українське слово «негідник» означає людину непридатну до суспільних відносин, а не просто нездатну до виконання своїх обов'язків, як можна подумати. Грецький термін «какократія», запропонований академіком Б. В. Раушенбахом для періоду «первісного нагромадження капіталу» в Росії, означає правління поганих людей."

## Різноманіття какосфери
Прояви какосфери в сучасному житті різноманітні. «Какосфера захоплює літосферу — в ній виникають антропогенні геологічні тіла. Перш за все це звалища навколо великих міст. Ще більш масштабний приклад какосфери — гірничопереробна промисловість, відвали якої досягають мільярдів тонн.»
Верхня межа какосфери виходить за межі біосфери, про що свідчить наявність космічного сміття в ближньому космосі.
Какосфера має своє відображення і в соціумі. Так, В. М. Лівшиць пише: «Породила какосфера й агресивну поведінку людини в небаченому раніше масштабі. Якщо в колишні часи переважала агресивна групова поведінка (армія), то тепер агресія персоніфікувалася до рівня окремого терориста. Для свого порятунку суспільство змушене буде все сильніше обмежувати права всіх громадян.»